# Isachne lisboae
Isachne lisboae är en gräsart som beskrevs av Joseph Dalton Hooker. Isachne lisboae ingår i släktet Isachne och familjen gräs. Inga underarter finns listade i Catalogue of Life.